# United World Colleges

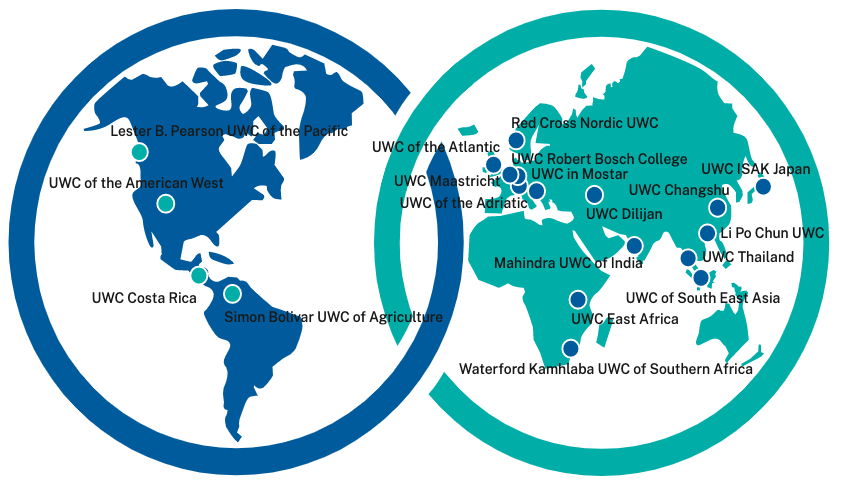
Locaties

United World Colleges (UWC) is een brede internationale educatieve beweging die zich inzet voor vrede en duurzaamheid door middel van onderwijs. UWC bestaat uit een wereldwijde keten van middelbare scholen met leerlingen uit meer dan 150 landen. De organisatie werd opgericht op basis van de principes van Duitse onderwijzer Kurt Hahn. De meeste scholen en colleges, bieden een twee jaar durend programma aan, voor studenten tussen de 16 en 19 jaar oud, waarin ze het IB Diploma programma volbrengen. UWC bestaat uit 18 scholen en colleges in 4 verschillende continenten, korte zomer programma's en national comités in 159 landen, waaronder België en Nederland. 

## Geschiedenis
Het eerste United World College, het Atlantic College in Llantwit Major in Wales, werd in 1962 opgericht door de Duitse pedagoog Kurt Hahn, die daarmee hoopte dat jongeren uit verschillende culturen door vriendschap en het samen studeren nader tot elkaar zouden komen om zo de vijandigheid ten gevolge van de Tweede Wereldoorlog en de Koude Oorlog tegen te gaan. Sindsdien zijn er over de hele wereld 18 scholen aan de UWC beweging toegevoegd. 
Sinds 2009 is er een UWC in Nederland, het United World College Maastricht. 

## Kenmerken
UWC heeft als doel jongeren (leeftijd 16-18 jaar) uit verschillende landen en culturen samen te brengen om wederzijds begrip te stimuleren. Een academisch programma wordt gecombineerd met (fysieke) uitdagingen en dienstverlenende, maatschappelijke activiteiten. 
UWC selecteert leerlingen vooraf op basis van motivatie en geschiktheid, ongeacht hun financiële positie. Een groot aantal sponsoren, overheid, bedrijven, stichtingen, alumni en overige privé-personen, stelt jaarlijks beurzen ter beschikking.
Alle UWC scholen en colleges vallen onder het Toezicht van de Internationale Board van UWC. De huidige president van de Internationale beweging is Koningin Noor van Jordanië. Koning Willem-Alexander is alumnus van UWC en beschermheer van UWC in Nederland.

## Colleges wereldwijd
Er zijn momenteel 18 UWC-colleges. UWC Simon Bolivar is inmiddels gesloten. 
- UWC Atlantic College (Llantwit Major, Verenigd Koninkrijk) – 1962
- UWC South East Asia (Singapore) – 1971/1975
- Pearson College UWC (Victoria, Canada) – 1974
- Waterford Kamhlaba UWC (Mbabane, Swaziland) – 1963/1981
- UWC-USA (Montezuma, San Miguel County (New Mexico), Verenigde Staten) – 1982
- UWC Adriatic (Duino, Italië) – 1982
- Li Po Chun UWC (Wu Kai Sha, Hongkong) – 1992
- UWC Red Cross Nordic (Flekke, Fjaler, Noorwegen) – 1995
- UWC Mahindra College (Paud, Poona (district), India) – 1997
- UWC Costa Rica (Santa Ana, Costa Rica) – 2000/2006
- UWC Mostar (Mostar, Bosnië en Herzegovina) – 2006
- UWC Maastricht (Maastricht, Nederland) – 1984/2009
- UWC Robert Bosch  (Freiburg, Duitsland) – 2014
- UWC Dilijan (Dilijan, Armenië) – 2014
- UWC Changshu, China
- UWC Thailand
- UWC ISAK Japan
- UWC East Africa Tanzania

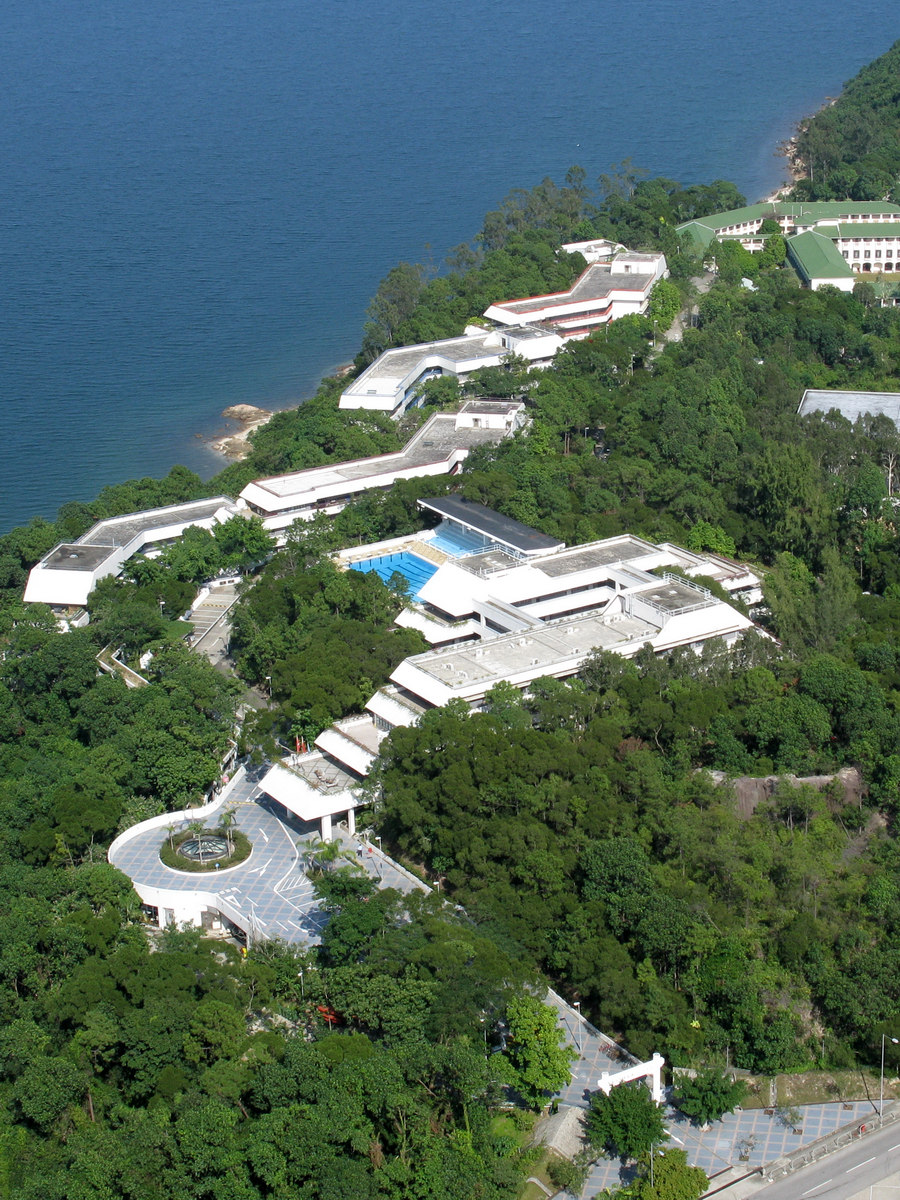
Li Po Chun UWC
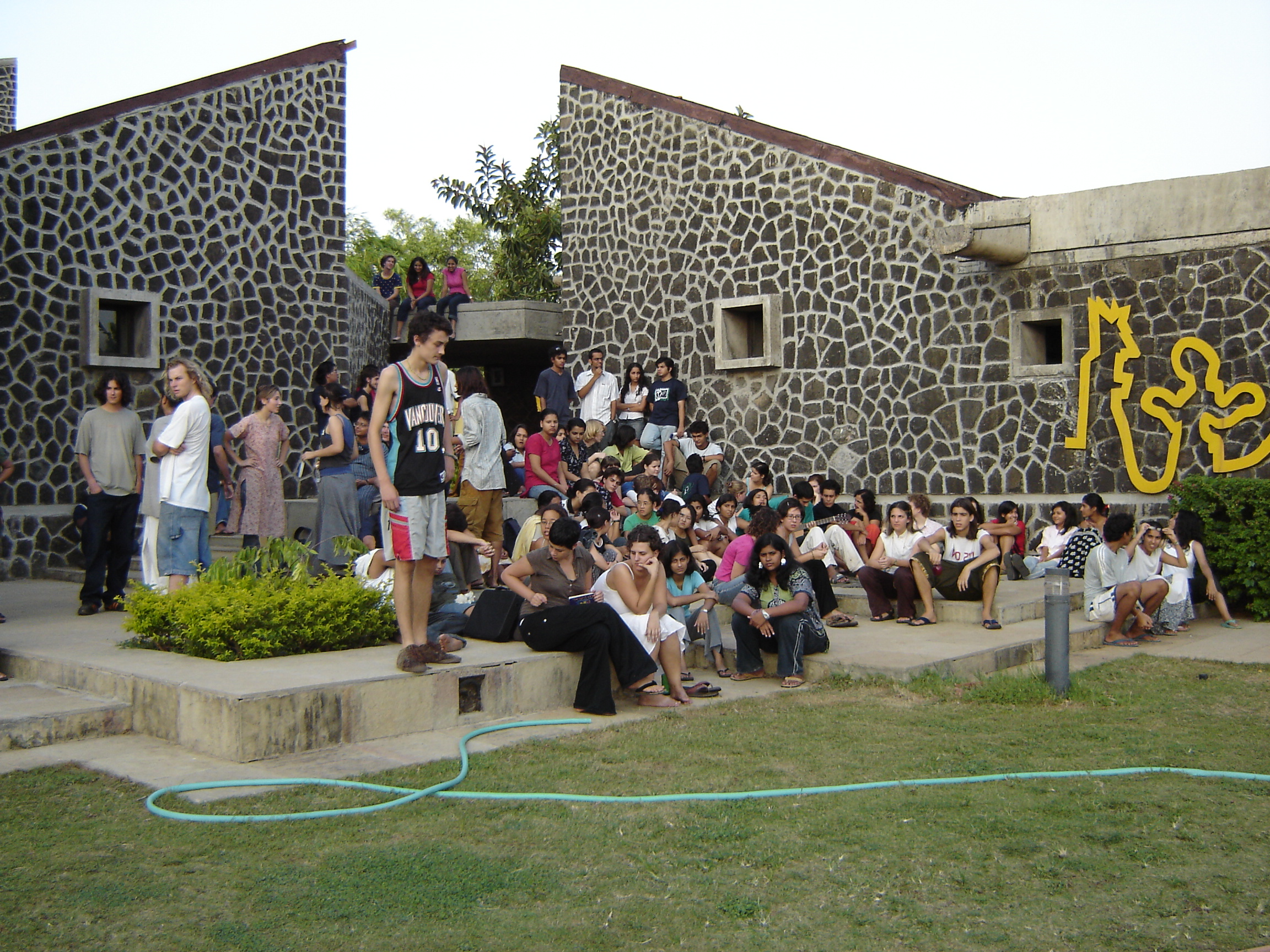
Mahindra UWC
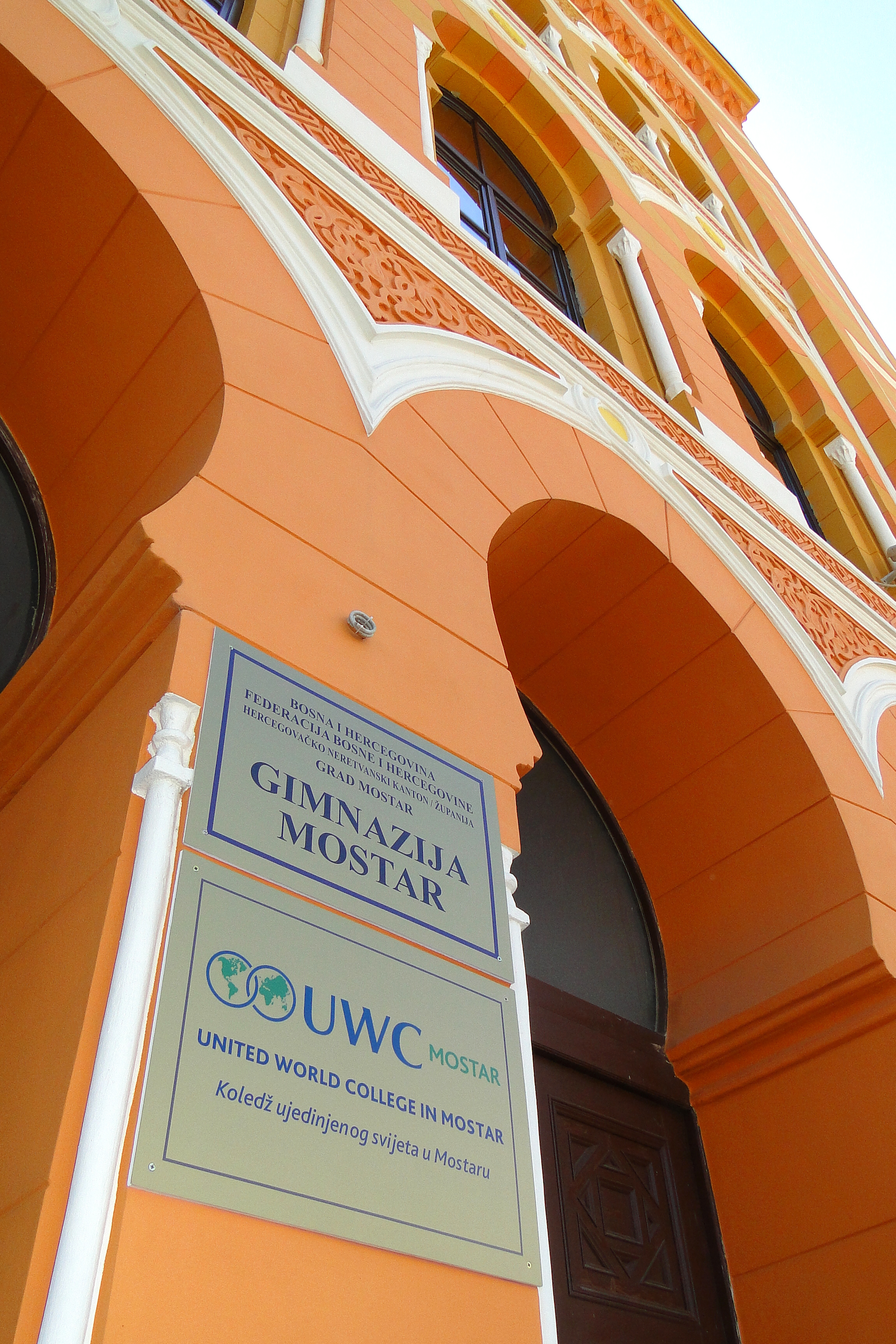
Logo UWC Mostar
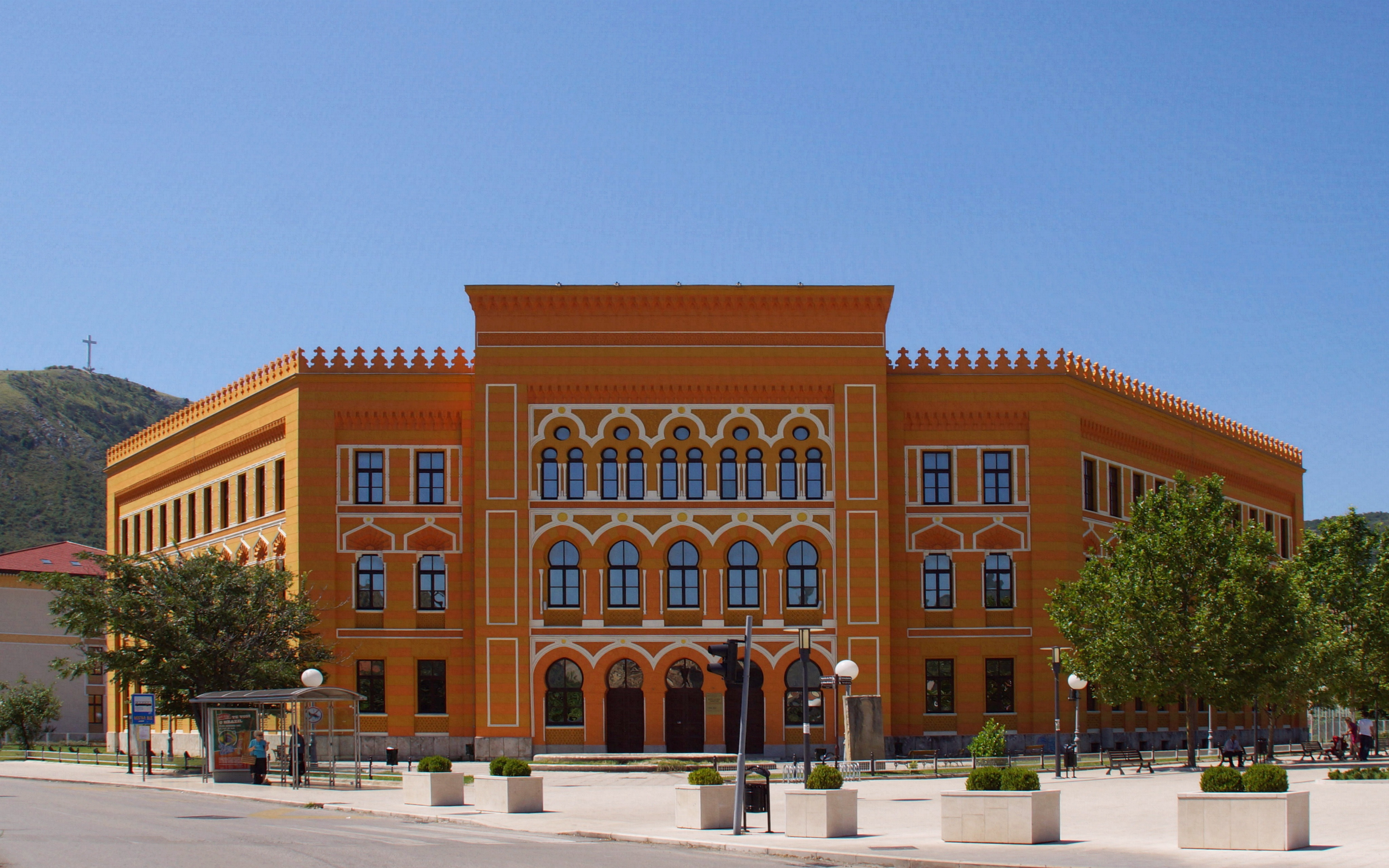
Mostar: gebouw Gymnasium en UWC
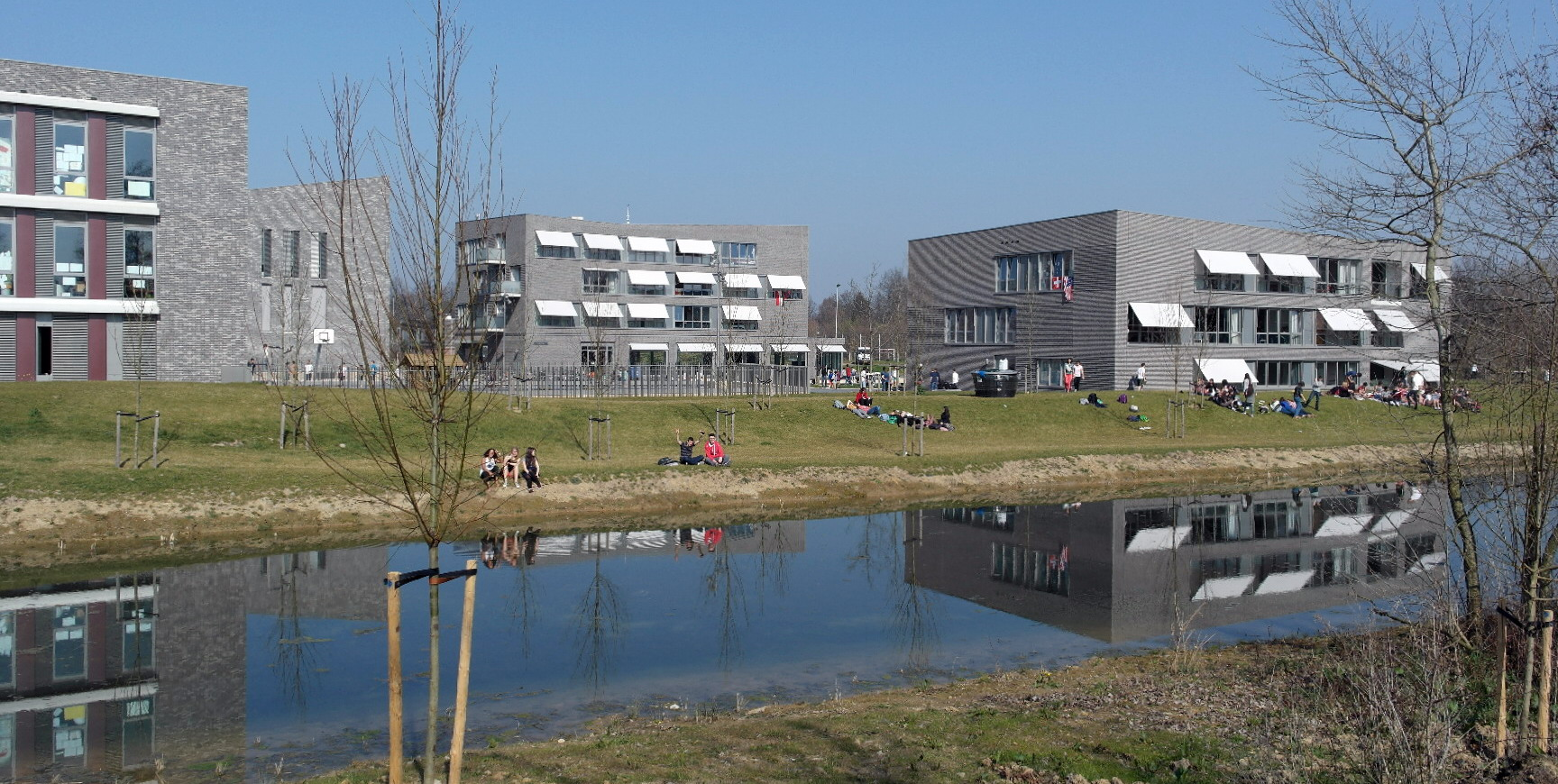
UWC Maastricht